# Orthonairovirus
Genre
Espèces de rang inférieur
- virus de la fièvre hémorragique de Crimée-Congo
- virus de Dugbe
- virus de Kasokero
- virus de la maladie du mouton de Nairobi
- virus de Tamdy

Orthonairovirus est un genre de virus de la famille des Nairoviridae qui comprend des virus à ARN monocaténaire circulaire de sens négatif. Il doit son nom à la maladie du mouton de Nairobi qui affecte le tractus gastrointestinal des moutons et des chèvres. La grande majorité si ce n'est tous les virus de ce genre sont transmis par les tiques et peuvent infecter humains ou autres vertébrés.
Quelques Orthonairovirus sont responsables de maladies graves et létales chez l'humain, notamment la fièvre Congo-Crimée.
En 2020, l'ICTV recense 41 espèces d'Orthonairovirus.

## Structure
Les virions  ont une forme sphérique d'un diamètre de 80  à   120 nm. Les protéines représentent 50 % de leur masse et les lipides de 20 à 30 %. La ribonucléocapside est filamenteuse, d'une longueur de 200  à   300 nm et une largeur d'environ 2  à   2,5 nm. Ces nucléocapsides sont entourées d'une enveloppe unique qui présente des projections constituées de glycoprotéines dépassant de sa surface. Ces projections couvrent uniformément la surface du virion et mesurent de l'ordre de 5  à   10 nm de long. Ils facilitent la fixation au récepteur des cellules hôtes lors de leur réplication.

## Génome

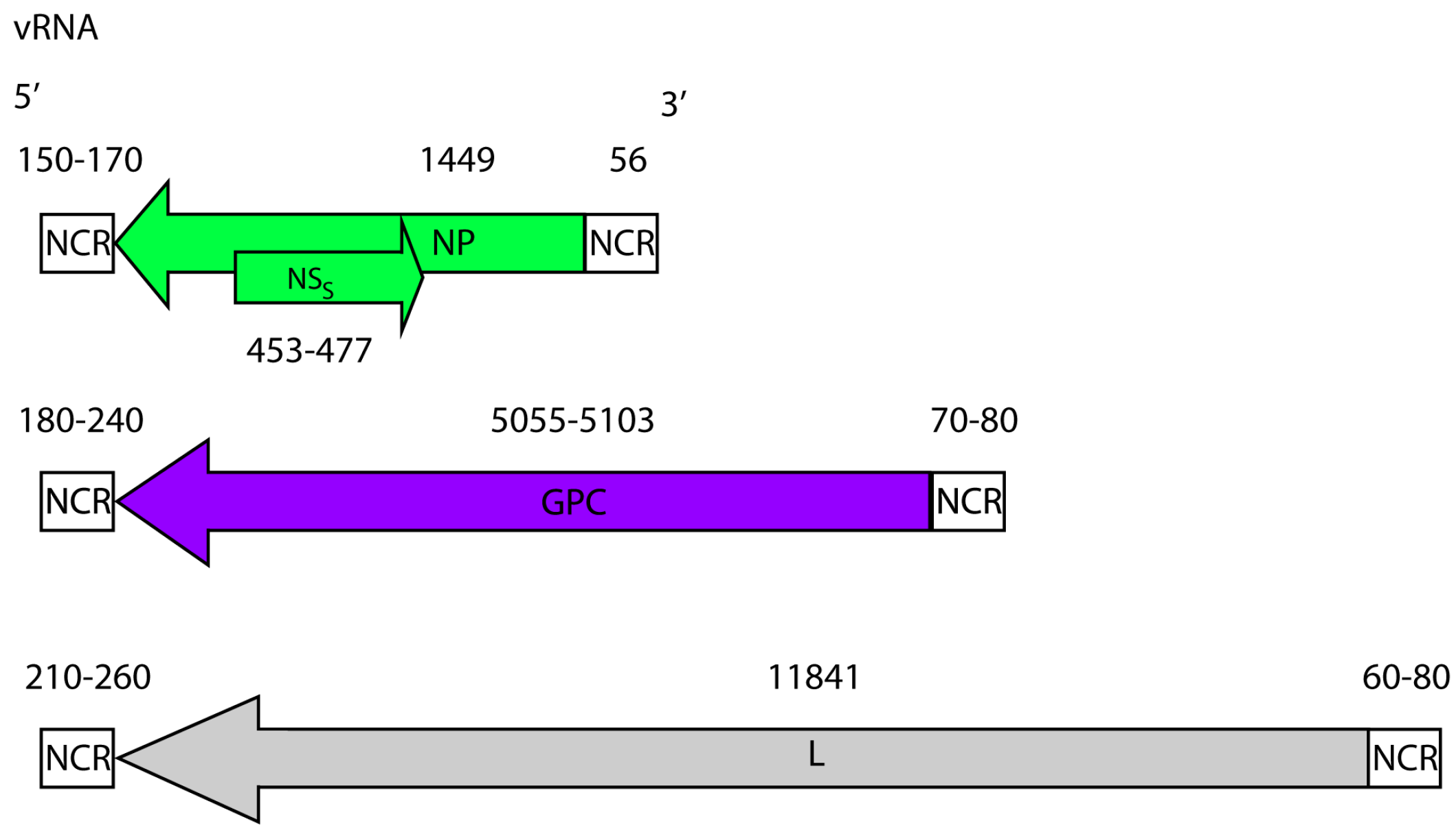
Génome du virus de la fièvre hémorragique de Crimée-Congo (VCCHF)

Les génomes des Orthonairovirus sont des ARN simple brin de sens négatif. Le génome complet est constitué d'environ 17 100 à 22 800 nucléotides et est divisé en trois segments circulaires : un grand, un moyen et un petit. Le grand segment comprend de l'ordre de 11 200 à 14 400 nucléotides (11.2 à 14,4 kb) et code la polymérase virale,. Le segment moyen a une longueur d'environ 4 400 à 6 300 nucléotides (4.4 à 6,3 kb) et code les glycoprotéines Gn et Gc,. Le petit segment mesure de l'ordre de 1 700 à 2 100 nucléotides (1.7 à 2.1 kb) et code la protéine de la nucléocapside,,.
Le génome a des séquences terminales redondantes, les séquences étant répétées aux deux extrémités. Les segments d'ARN circulaires sont fermés par liaison non covalente des séquences 3'- et 5'-terminales conservées et complémentaires de 9 nucléotides de long (UCUCAAAGA pour la terminaison 5' et AGAGUUUCU pour la terminaison 3').